# St. Johannes Baptist (Jena)

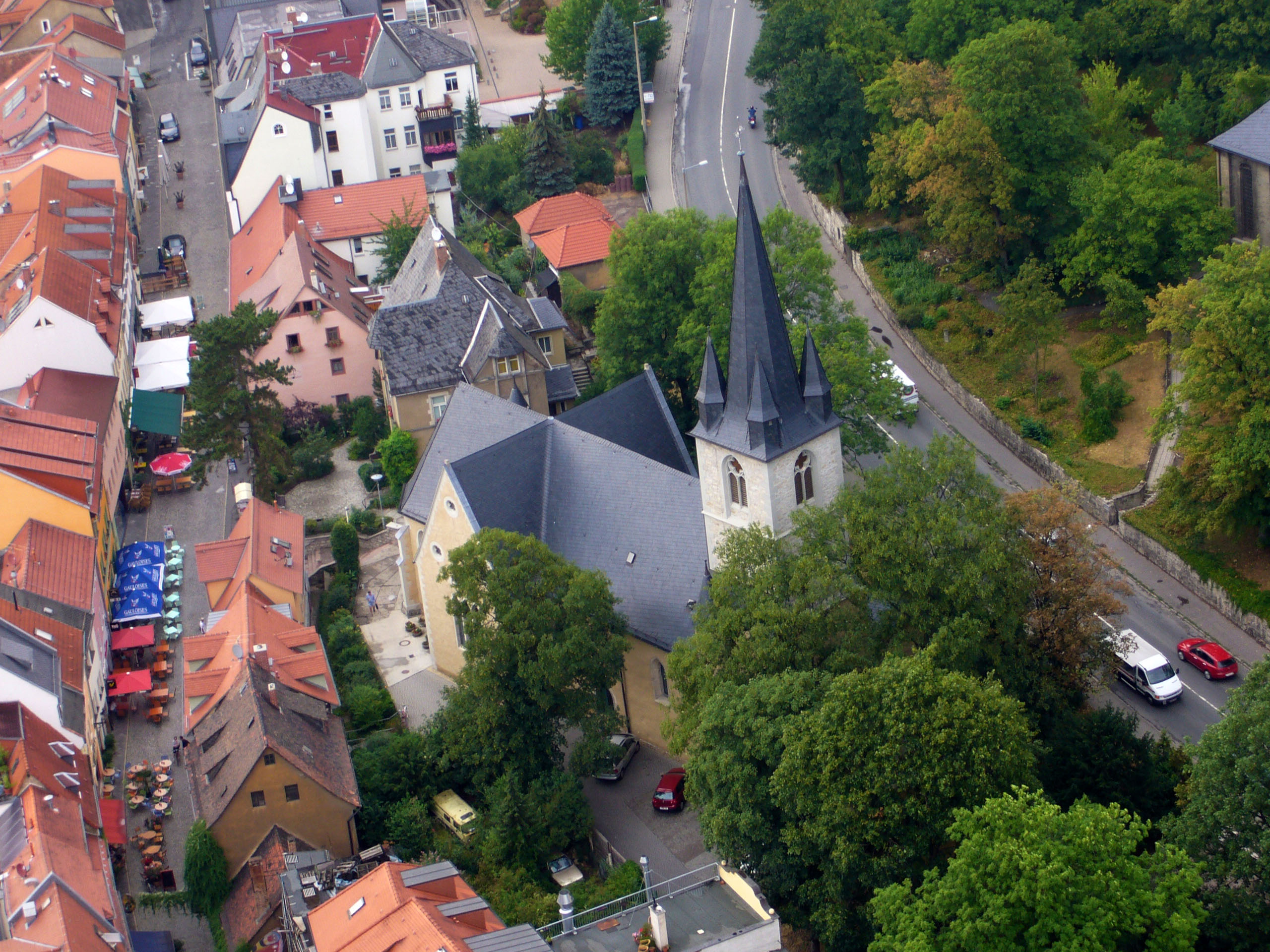
Luftaufnahme von St. Johannes Baptist

Die römisch-katholische Pfarrkirche St. Johannes Baptist steht in der thüringischen kreisfreien Stadt Jena. Sie ist die Pfarrkirche der Pfarrei St. Johannes Baptist Jena im Dekanat Weimar des Bistums Erfurt. Sie trägt das Patrozinium des heiligen Johannes Baptist.

## Geschichte

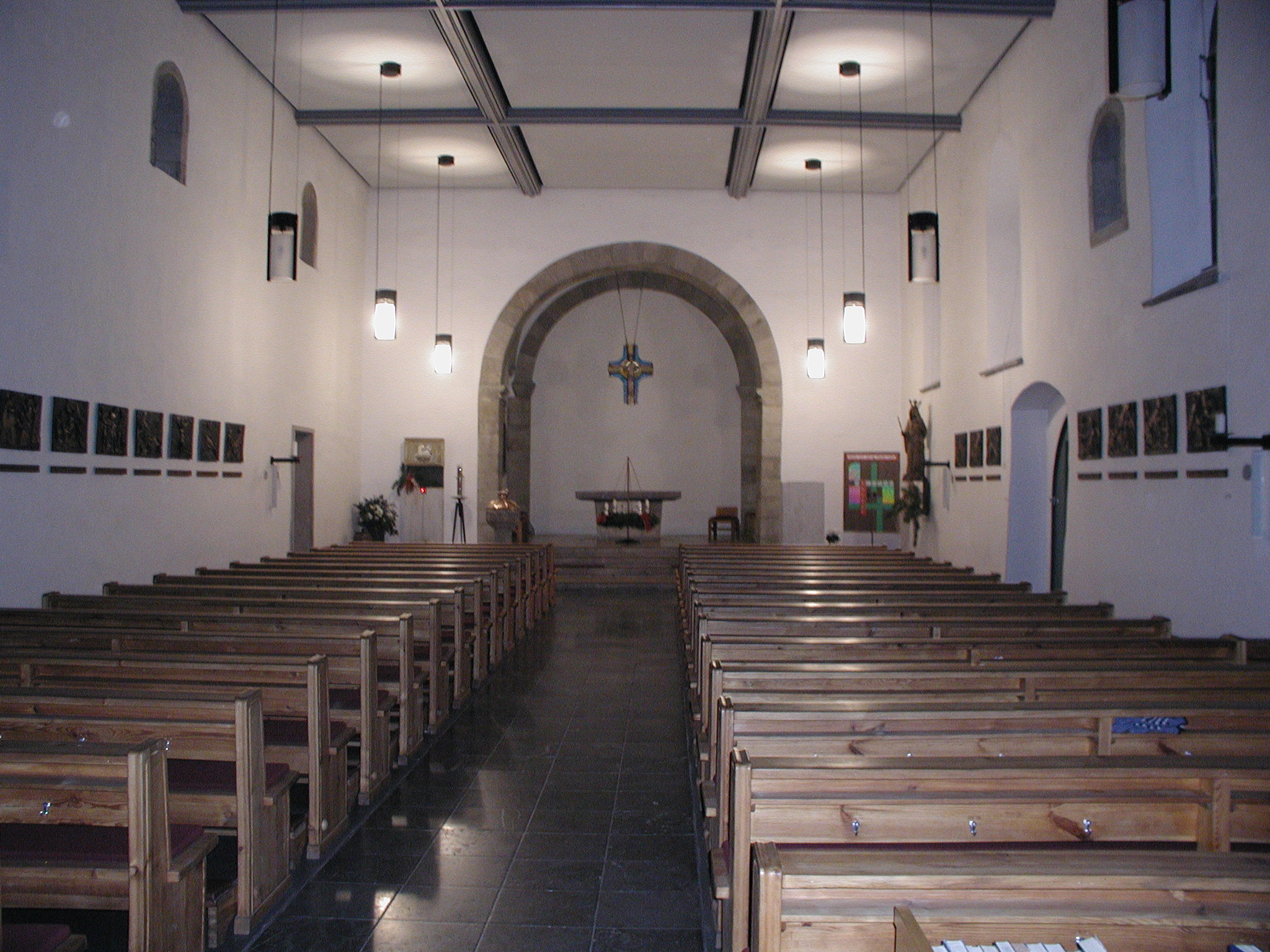
Blick in die Kirche

Die Kirche wurde im 9. Jahrhundert als Urpfarrei gebaut. 937 wurde die Urpfarrei erst auf die Lobdeburg und später in die Kirche von Lobeda verlegt. Da Jena mit der Michaeliskirche eine eigene Kirche in ihrem Zentrum erbaute und die Johanniskirche mit der Stadtwerdung außerhalb der Stadtmauern zu liegen kam, erhielt sie die Funktion einer Begräbniskapelle. Um sie herum entstand der Johannisfriedhof, dessen Reste sich heute nördlich der Kirche und der B7 befinden und als historischer Parkfriedhof sehenswert sind.
Im Zuge der Reformation wurde Jena vollständig evangelisch. Als Napoléon Bonaparte die Schlacht bei Jena und Auerstedt gewann, sprach er einer kleinen Gruppe von Jenaer Katholiken die Begräbniskirche zu. Der damalige Bittsteller dafür war der Franzose Gabriel Henry, der in Jena als freischaffender Lehrer und Seelsorger wirkte. Nach den Befreiungskriegen wurde Gabriel Henry festgenommen und nach Bayern abgeschoben. Die Jenaer katholische Gemeinde wurde 1813 aufgelöst und seit 1817 von Weimar aus verwaltet. Erst 1905 wurde sie wiedergegründet. Die Johanneskirche ist seit Napoléons Feldzug die einzige römisch-katholische Kirche in Jena. Die katholische Gemeinde in Jena mit ihren Dörfern zählt heute ca. 6.700 Mitglieder und gehört damit zu den größten Diasporagemeinden Ostdeutschlands. Seit dem 1. Januar 2017 gehören auch die Kirchorte Camburg, Bad Sulza und Apolda zur neu gegründeten Pfarrei St. Johannes Baptist, die von Jena aus verwaltet wird.
Die Kirche war ursprünglich eine romanische Saalkirche mit Chorrechteck und halbrunder Apsis. Das Kreuzrippengewölbe im Chor mit dem Christuskopf als Schlussstein war Ergebnis eines ersten frühen Umbaus. Die erste Erweiterung der Kirche erfolgte im 13. Jahrhundert nördlich des Chores als Sakristeianbau. 1903 wurde die Kirche erweitert und gewestet: Im Westen wurden ein Querschiff und ein neogotischer Chor angebaut und der alte Chor im Osten zum Eingang umgewandelt. Zusätzlich wurde dem alten Chor im Osten ein Turm aufgesetzt.
Während der Luftangriffe auf Jena gab es Bombenschäden im Kirchendach und an den Fenstern, die als erstes beseitigt wurden. Außerdem hatte man an die Wehrmacht die Glocken aushändigen müssen, die nun wieder ersetzt wurden. Da durch Flüchtlingsströme die Zahl der Katholiken im Gemeindegebiet auf 16.000 Menschen anstieg, beantragte die Gemeinde bei der DDR-Regierung eine Erweiterung ihrer Kirche. Die Genehmigung wurde 1957 erteilt und die Umbauarbeiten dauerten bis 1960 an. Dabei wurde die Kirche wieder geostet, indem der ursprüngliche Chor wiederhergestellt wurde und im Westchor und in Teilen des Querschiffes eine Empore eingezogen wurde. In das nördliche Querschiff wurde eine Orgel eingebaut. Außerdem wurden in der Südseite die heutigen großen Fenster eingezogen. Vor der Kirche entstand vom Kirchhof aus eine Treppenanlage zur Wagnergasse.
Nach dem Zweiten Vatikanischen Konzil wurde der Altar in die Mitte des Altarraumes gesetzt, das große Holzkreuz wurde durch das noch heute vorhandene kleinere Metallkreuz ersetzt. Die Marienstatue kam auf ein Podest an der Nordwand. An ihren alten Platz wurde der heutige Tabernakel gebaut. Die Altarweihe erfolgte am 7. Oktober 1961. Die heutige Einrichtung der Marienkapelle wurde bei der Renovierung von 1987 durchgeführt. Bei der letzten Renovierung nach der Jahrtausendwende wurden die Fenster erneuert, die Hälfte der Beichtstühle entfernt und dafür die alte Beichtkapelle wieder hergerichtet. Außerdem wurde die Statue der Gottesmutter von der Nordseite auf die Südseite versetzt und der Taufstein mehr in das Zentrum des Altarraumes gerückt.

## Orgeln
St. Johannes Baptist hat eine wechselvolle Orgelgeschichte.

### Gerhard-Orgel
Von 1822 bis 1910 befand sich in der Kirche eine Orgel vom Orgelbauer Johann Christian Adam Gerhard aus Dornburg, die er für 320 Thaler lieferte.

| Manual          |    |
| Principal       | 8′ |
| Viola da Gamba  | 8′ |
| Gedackt         | 8′ |
| Flauto amabile  | 4′ |
| Oktave          | 4′ |
| Flauto traverso | 4′ |
| Gemshorn        | 4′ |
| Oktave          | 2′ |
| Mixtur III      | 1′ |

### Klais-Orgel
Von 1910 bis 1957 stand im hinteren Bereich der Kirche ein zweigeteiltes Instrument, das vom Orgelbauer Johannes Klais (Bonn) erbaut worden war. Der Spieltisch befand sich in der Nähe des Altars. Über eine elektrische Traktur wurde die Orgel gespielt.

| I Hauptwerk C–g3 |     |
| Bordun           | 16′ |
| Principal        | 8′  |
| Dulciana         | 8′  |
| Harmonieflöte    | 8′  |
| Gamba            | 8′  |
| Oktave           | 4′  |
| Rauschquinte II  |     |
| Cornett III-IV   |     |

| II Schwellwerk C–g3 |    |
| Geigenprincipal     | 8′ |
| Aeoline             | 8′ |
| Vox coelestis       | 8′ |
| Konzertflöte        | 8′ |
| Lieblichgedeckt     | 8′ |
| Flauto Dolce        | 4′ |

| Pedal C–d1             |     |
| Subbaß                 | 16′ |
| Violon                 | 16′ |
| Violonprincipal        | 8′  |
| (Transmission aus II.) |     |

- Koppeln:
  - Normalkoppeln: II/I, I/P, II/P
  - Superoktavkoppeln: II/I  (Schwellwerk bis g4 ausgebaut)
  - Suboktavkoppeln: II/I
- Spielhilfen: Piano, Forte, Tutti, Auslöser, Piano im Pedal, Schwelltritt für Jalousieschweller

### Jehmlich-Orgel
Im Jahre 1959 trat die Orgel der Firma Jehmlich Orgelbau (Dresden) ihren Dienst in der Kirche an. Bei der Kirchensanierung im Jahre 2002 trat jedoch ein Problem mit Hausschwamm zutage, da die Kirche über viele Jahre Probleme mit eindringendem Wasser hatte und das Dach nicht fachgerecht saniert werden konnte. Davon war auch die Orgel betroffen und musste ausgebaut werden. Da die Restaurierung sehr teuer geworden wäre, entschied man sich für einen Neubau.

| I Hauptmanual C–g3 |     |
| Principal          | 8′  |
| Pommer             | 16′ |
| Rohrflöte          | 8′  |
| Oktave             | 4′  |
| Blockflöte         | 2′  |
| Oktävlein          | 2′  |
| Sesquialtera II    |     |
| Mixtur IV          |     |

| II Brustwerk C–g3 |       |
| Holzgedackt       | 8′    |
| Quintatön         | 8′    |
| Principal         | 4′    |
| Waldflöte         | 2′    |
| Larigot           | 1 ⁄3′ |
| Cymbel III        |       |
| Krummhorn         |       |
|                   |       |
| Tremulant         |       |

| Pedal C–f1      |     |
| Subbass         | 16′ |
| Principalbass   | 8′  |
| Flötenbass      | 8′  |
| Nachthorn       | 4′  |
| Bassaliquote VI |     |
| Dulcian         | 16′ |

- Koppeln:
- Spielhilfen:

Während die Jehmlich-Orgel ausgebaut werden musste, wurden als Übergangslösung die Gottesdienste auf einer digitalen Kirchenorgel begleitet.

### Kutter-Orgel

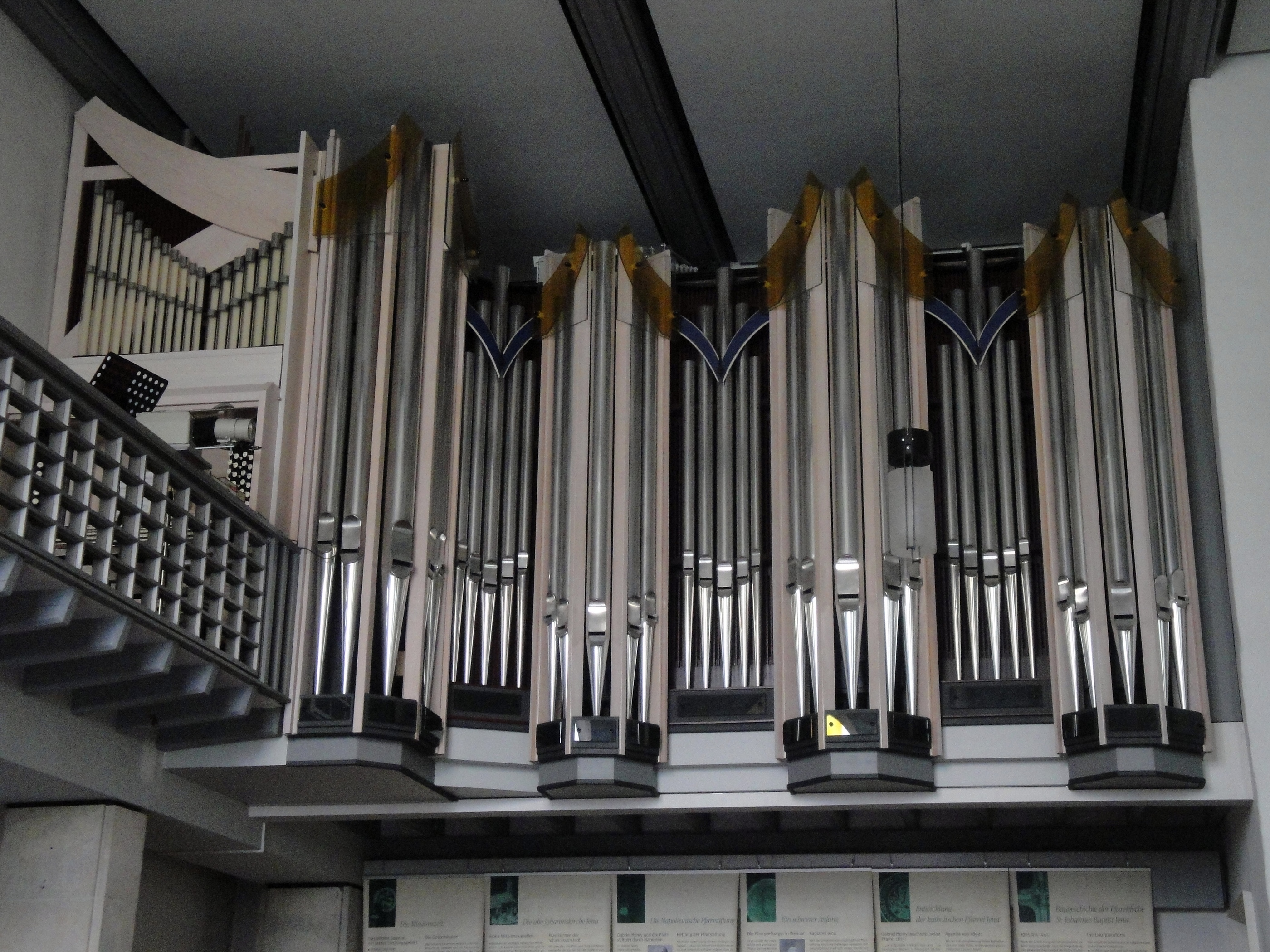
Kutter-Orgel von 2009

Der Auftrag für den Neubau wurde an die Orgelbauwerkstatt Bernhard Kutter – Orgelbau und Audiotechnik vergeben. Die Kosten der neuen Orgel von 320.000 € wurden hauptsächlich durch Spenden aufgebracht, die unter anderem der Orgelbauverein St. Johann Baptist sammelte. Die Arbeiten für den Einbau der neuen Orgel in der Kirche begannen Ende August 2008. Nach Lieferschwierigkeiten musste die Orgelweihe, die ursprünglich für den 29. November 2008 geplant war, auf den 10. Januar 2009 verschoben werden. 2012 wurde ein weiteres Register (Panflöte 8′) nachgerüstet, dessen Pfeifen aus Glas bestehen. Auch einige Gestaltungselemente im Prospekt der Orgel bestehen aus Glas, womit ein Bezug zu Jena als Stadt der Optik hergestellt wird.
Die 1991 Pfeifen verteilen sich auf 37 Register (darunter 13 Extensionen aus drei Pfeifenreihen und 2 Transmissionen) gruppiert in vier Werken (drei Manuale und Pedal). Die Spiel- und Registertraktur ist elektrisch. Die Disposition der Kutter-Orgel lautet wie folgt:
| I Hauptwerk C–c4 |        |
| Principal        | 8′     |
| Koppelflöte      | 8′     |
| Erzähler         | 8′     |
| Unda maris       | 8′     |
| Panflöte         | 8′     |
| Oktave           | 4′     |
| Flauto traverso  | 4′     |
| Nasat            | 2 ⁄3′  |
| Oktave           | 2′     |
| Terz             | 1 3⁄5′ |
| Mixtur III–IV    | 1 ⁄3′  |
| Krummhorn        | 8′     |
| Tremulant        |        |

| II Schwellwerk C–c4 |     |
| Bordun              | 16′ |
| Violoncello         | 08′ |
| Gedackt             | 08′ |
| Quintatön           | 08′ |
| Aeoline             | 08′ |
| Vox coeleste        | 08′ |
| Nachthorn           | 04′ |
| Fugara              | 04′ |
| Waldflöte           | 02′ |
| Progressio III–IV   | 02' |
| Rauschpfeife II     |     |
| Oboe                | 08′ |
| Tremulant           |     |

| III Solowerk C–c4 |                        |
| Clarabella        | 16′, 8′, 4′, 2′        |
| Violine           | 16′, 8′, 4′, 2 ⁄3′, 2′ |
| Trompete          | 16′, 8′, 4′            |
| Sesquialtera II   | 2 ⁄3′                  |
| Tremulant         |                        |

| Pedalwerk C–f1 |         |
| Contrabass     | 16′     |
| Bordun         | 16′     |
| Salicet        | 16′     |
| Quintbass      | 10 2⁄3′ |
| Principalbass  | 08′     |
| Gedacktbass    | 08′     |
| Choralbass     | 04′     |
| Rohrpfeife     | 04′     |
| Posaune        | 16′     |
| Trompete       | 08′     |

- Koppeln:
  - Normalkoppeln: II/I, III/I, III/II, I/P, II/P, III/P
  - Superoktavkoppeln: II/I, II/II[A. 5], II/P
  - Suboktavkoppeln: I/I, II/I, II/II
  - Normallage II ab
- Spielhilfen: elektrische Setzeranlage, Schwelltritte für Schwell- und Solowerk, Walze

Anmerkungen
1. 1 2  aus Glas, siehe Glasflöte; 2012 nachgerüstet; Hörbeispiel des Orgelbauvereins
2. 1 2  im Prospekt
3. ↑  Balanciertritt zum Einstellen der Tremulanten-Frequenz
4. ↑  schwellbar
5. ↑  Schwellwerk bis c5 ausgebaut

## Besonderheiten
Auf dem 10-Mark-Schein der DDR von 1964 waren die Jenaer Zeisswerke abgebildet, welche sich damals sehr nahe am Zentrum befanden. Am linken Rand des Bildes wurde dabei auch der Kirchturm von St. Johannes Baptist mit einbezogen. Somit war die Kirche die einzige, die die DDR auf ihren Geldscheinen zeigte.

## Seelsorger
Die Reihe der katholischen Priester von Jena lautet:
- Anton Ley, 1905–1915
- Arthur Hilden, 1915–1921
- Ferdinand Reinhardt, 1921–1950
- Otto Schröter, 1950–1954
- Aloys Mohn, 1954–1966
- Georg Sterzinsky, 1966–1981
- Joachim Kramer, 1981–1991
- Karl-Heinz Ducke, 1991–2010
- Ansgar Paul Pohlmann, 2010–2015
- Stephan Riechel, seit 2015